# Martin Gschlacht
Martin Gschlacht est un directeur de la photographie et producteur autrichien né en 1969 à Vienne. Il est cofondateur de la société de production Coop99.

## Filmographie

### Comme directeur de la photographie
- 1999 : Luna Papa de Bakhtyar Khudojnazarov
- 2000 : Lovely Rita de Jessica Hausner
- 2004 : Hotel de Jessica Hausner
- 2004 : Antares de Götz Spielmann
- 2009 : Lourdes de Jessica Hausner
- 2009 : Women without men de Shirin Neshat et Shoja Azari
- 2014 : Amour fou de Jessica Hausner
- 2017 : Téhéran Tabou d'Ali Soozandeh
- 2018 : Alpha d'Albert Hughes
- 2019 : Little Joe de Jessica Hausner
- 2023 : Ingeborg Bachmann - Reise in die Wüste de Margarethe von Trotta
- 2024 : Des Teufels Bad de Veronika Franz et Severin Fiala

### Comme producteur
- 2004 : Le Cauchemar de Darwin de Hubert Sauper
- 2009 : Lourdes de Jessica Hausner
- 2009 : Women without men de Shirin Neshat et Shoja Azari

## Distinction
- Berlinale 2024 : Ours d'argent de la meilleure contribution artistique pour The Devil's Bath